# Torre a la rambla Montserrat, 6 (Cerdanyola del Vallès)
La Torre a la rambla Montserrat, 6 era una obra amb elements modernistes i noucentistes de Cerdanyola del Vallès (Vallès Occidental) inclosa a l'Inventari del Patrimoni Arquitectònic de Catalunya però actualment enderrocada.

## Descripció
Era una construcció de planta baixa i un pis, amb torre de planta i dos pisos a la banda posterior dreta. L'element més remarcable era el balcó cantoner del primer pis, amb una porta aixamfranada i una columna salomònica de maó vist i barana de balcó de balustres del mateix tipus. Les obertures eren rectangulars amb decoració esglaonada. L'edifici tenia coberta de teula i amb ràfec sobresortint, sostingut per bigues de fusta.

## Història
L'habitatge va ser construït l'any 1925 a la Rambla de Montserrat, zona que conserva cases d'inicis de segle XX que són una bona mostra de la incorporació d'elements del modernisme i el noucentisme a l'arquitectura de tipus popular.